# 방패 (문장학)

다양한 형태의 방패.
1. 중세 프랑스와 잉글랜드의 다리미 방패형.
2. 근대 프랑스형.
3. 카르투슈(타원)형(성직자 및 대륙 여성용).
4. 마름모형(잉글랜드 여성용).
5. 직사각형.
6. 이탈리아형.
7. 스위스형.
8. 16세기 잉글랜드의 튜더형.
9. 입술형.
10. 폴란드형.
11. 이베리아형.

방패(escutcheon 이스커트천[ɪˈskʌtʃən][*])는 문장학의 요소들 중 하나다. 두 가지 맥락으로 사용될 수 있다.
첫 번째는 문장의 핵심 요소로서의 방패다. 문장의 중앙에 위치하며, 방패 위에 다양한 부속 도형들이 배치된다. 방패 위에 투구와 관, 좌우로 방패잡이가 배치되기도 한다.
두 번째는 문장의 부속 요소로 방패가 사용되는 경우다. 방패 모양의 도형이 핵심 요소 "방패" 위에 배치되기도 하고, 어떤 문장의 핵심 방패가 축소되어 다른 문장의 핵심 방패 위에 겹쳐지기도 한다. 후자를 마셜링(marshalling)이라고 한다.